# Rapidita
Rapidita je bezrozměrná fyzikální veličina, která je mírou pohybu prostorem, podobně jako rychlost. Zatímco rychlost objektů je podle speciální teorie relativity shora omezena rychlostí světla ve vakuu {\displaystyle c}, rapidita může být libovolně velká. Pro tělesa v klidu má hodnotu 0 a pro pomalá tělesa je přímo úměrná rychlosti. Když se rychlost tělesa přibližuje {\displaystyle c}, roste rapidita nade všechny meze.
Rapidita {\displaystyle r} je definována vztahem
{\displaystyle \operatorname {tgh} \,r=\beta \,,}
kde {\displaystyle \beta =v/c} je bezrozměrná rychlost a funkce {\displaystyle \operatorname {tgh} } je hyperbolický tangens. Je-li známa rychlost, lze rapiditu spočítat pomocí funkce hyperbolický arkus tangens, kterou lze vyjádřit přirozeným logaritmem
{\displaystyle r=\operatorname {arctgh} \,\beta ={\frac {1}{2}}\ln {\frac {1+\beta }{1-\beta }}\,.}

## Příklady
Rozvojem do Taylorovy řady lze ukázat, že pro rychlosti mnohem menší než {\displaystyle c} je {\displaystyle r} velmi přesně rovno {\displaystyle \beta }. Například raketa pohybující se rychlostí 8 km/s má bezrozměrnou rychlost {\displaystyle \beta =0{,}0000266851276159} a rapiditu {\displaystyle r=0{,}0000266851276222}, liší se až na deváté platné číslici. Rapidita tedy v běžných situacích představuje přímo rychlost v přirozených jednotkách.
Pro vysoké rychlosti je rapidita větší než {\displaystyle \beta }. Například při polovině rychlosti světla je {\displaystyle \beta =0{,}5}, zatímco {\displaystyle r=0{,}5493}. Rapidita {\displaystyle r=1} odpovídá rychlosti {\displaystyle \beta =0{,}7616}. Protony v prstenci LHC urychlené na energii 3,5 TeV mají rychlost {\displaystyle \beta =0{,}9999999282} a rapiditu {\displaystyle r=8{,}57}. Při dalším urychlení na 7 TeV se rychlost zvýší jen nepatrně, {\displaystyle \beta =0{,}9999999820}, ale rapidita vzroste na {\displaystyle r=9{,}26}.
| Rychlost / m·s−1        | Bezrozměrná rychlost        | Rapidita                | Lorentzův faktor        | Poznámka                                      |
| ----------------------- | --------------------------- | ----------------------- | ----------------------- | --------------------------------------------- |
| 0                       | 0                           | 0                       | 1                       | těleso v klidu                                |
| 20 000                  | 0,000066713                 | 0,000066713             | 1,00000000223           | obvyklá rychlost planetární sondy             |
| 29 979 246              | 0,1                         | 0,100335                | 1,00504                 | relativistické jevy se začínají projevovat    |
| 123 932 393             | 0,413394                    | 0,439698                | 1,0982                  | světlo v diamantu (n=2,419)                   |
| 149 896 229             | 0,5                         | 0,54931                 | 1,155                   |                                               |
| 224 844 344             | 0,75                        | 0,97296                 | 1,512                   |                                               |
| 224 900 000             | 0,75019                     | 0,97338                 | 1,512                   | světlo ve vodě (n=1,3330)                     |
| 228 320 184             | 0,76159                     | 1                       | 1,543                   |                                               |
| 259 627 884             | 0,86603                     | 1,3170                  | 2                       | kinetická energie je rovna klidové            |
| 269 813 212             | 0,9                         | 1,4722                  | 2,2942                  |                                               |
| 296 794 533             | 0,99                        | 2,6467                  | 7,0888                  |                                               |
| 299 492 666             | 0,999                       | 3,8002                  | 22,366                  |                                               |
| 299 762 479             | 0,9999                      | 4,9517                  | 70,712                  |                                               |
| 299 789 460             | 0,99999                     | 6,1030                  | 223,6                   |                                               |
| 299 792 453             | 0,999999982044              | 9,2642                  | 7 463                   | 7 TeV proton (LHC)                            |
| 299 792 457,9964        | 0,999999999988              | 12,92                   | 204 500                 | 104,5 GeV elektron (LEP, rekord v laboratoři) |
| 299 792 457,999 999 997 | 0,9999999999999999999999902 | 26,8                    | 3,2×1011                | vzácný 3×1020 eV proton kosmického záření     |
| 299 792 458,0           | 1                           | {\displaystyle \infty } | {\displaystyle \infty } | světlo ve vakuu                               |

## Skládání pohybů
V klasické fyzice se rychlosti skládají prostým sčítáním. Pohybují-li se dvě rakety po téže přímce rovnoměrně směrem od sebe rychlostmi {\displaystyle v_{1}} a {\displaystyle v_{2}}, pak by cestovatel v jedné z nich měl podle klasické fyziky pozorovat, že druhá se od něj vzdaluje rychlostí {\displaystyle v_{1}+v_{2}}. Tento vztah ale v přírodě neplatí, je-li alespoň jedna z rychlostí velká, tedy řádově srovnatelná s {\displaystyle c}. Pro skládání rychlostí ve speciální teorii relativity platí vztah
{\displaystyle v_{12}={\frac {v_{1}+v_{2}}{1+v_{1}v_{2}/c^{2}}}\,.}
Totéž lze vyjádřit pomocí bezrozměrných rychlostí
{\displaystyle \beta _{12}={\frac {\beta _{1}+\beta _{2}}{1+\beta _{1}\beta _{2}}}.}
Lze ukázat, že
{\displaystyle \mathrm {arctgh} \,\beta _{12}=\mathrm {arctgh} \,\beta _{1}+\mathrm {arctgh} \,\beta _{2}\,,}
neboli
{\displaystyle r_{12}=r_{1}+r_{2}\,.}
To znamená, že rapidity lze jednoduše sčítat jak v klasickém tak i relativistickém případě. Je například možné urychlit jeden proton na 3,5 TeV, druhý na 7 TeV a poslat je proti sobě. V soustavě spjaté s jedním z nich se bude druhý přibližovat s rapiditou 8,57+9,26=17,83. Pokud se tělesa pohybují po téže přímce stejným směrem, pak se rapidity odečítají, tak jako klasické rychlosti. Když například proton o energii 7 TeV dohání druhý proton o energii 3,5 TeV, tak rapidita jejich vzájemného přibližování je 9,26-8,57=0,69.